# Faro de Tourlitis
El faro de Tourlitis (en griego: Φάρος Τουρλίτης) está construido sobre el islote rocoso de Tourlitis en la bahía del puerto de la ciudad de Andros, en la isla del mismo nombre, la más septentrional del archipiélago de las Cícladas. Desde su renovación en 1990, es uno de los principales atractivos de la ciudad. 
En 1897, el faro fue construido unos 200 metros al noreste de la fortaleza veneciana en la roca Tourlitis. La ubicación en una roca aislada es un elemento único en Grecia. La torre es accesible por unas escaleras excavadas en la roca.
Después de que en 1943 fuese destruida por un ataque aéreo alemán durante la Segunda Guerra Mundial, una simple torre de andamios reemplazó al faro de 1950.
El matrimonio Alexandros y Marietta Goulandris reconstruyeron el nuevo edificio fiel al original en 1994 en memoria de su difunta hija Violanto.
La torre fue reconstruida con piedra natural clara con una galería blanca y una linterna. La torre tiene siete metros de altura. La altura del fuego es de 19 metros. Se reconoce por dos destellos blancos cada 15 segundos y tiene un alcance nominal de seis millas náuticas.